# Robert Makzoumi
Robert Makzoumi (arabe : روبير مخزومة), né en 1918, au Caire, en Égypte et décédé le 19 mars 2006, à Lattaquié, en Syrie, est un ancien joueur égyptien de basket-ball.